# Gilles De Bilde
Pour les articles homonymes, voir Bilde.
Gilles De Bilde, né le 9 juin 1971 à Zellik en Belgique, est un footballeur international belge qui joue au poste d'attaquant, et compte 25 sélections pour les Diables Rouges avec lesquels il participe à l'Euro 2000.

## Biographie

### Joueur
De Bilde commence le football en catégorie d'âge au Zellik Sport de 1981 à 1984, à Anderlecht (1984-1985), puis à nouveau au Zellik Sport (1985-1988). Il débute dans le football amateur au KHO Merchtem (1989-1992), puis fait ses débuts professionnels en Jupiler League avec l'Eendracht Alost (1992-1994).
Lors de la saison 1993-1994, les Oignons dirigés par Jan Ceulemans, néophyte dans la fonction d'entraîneur, parviennent à remporter le tour final, et à monter en première division, et ce grâce à une équipe emmenée notamment par le défenseur nigérian Godwin Okpara et par Gilles De Bilde, qui termine meilleur buteur de division 2.
La saison suivante, le promu alostois, renforcé entre autres par Jan Van Steenberghe et Yves Vanderhaeghe, fait bonne figure, atteignant une demi-finale de Coupe de Belgique de football et concluant la saison sur une 4e place, qualificative pour la Coupe UEFA. De Bilde marque à 21 reprises lors de sa première saison, et remporte en décembre le Soulier d'or belge.
Ce qui lui vaut un transfert chez le champion en titre, le RSC Anderlecht de Johan Boskamp, John Bosman, Pär Zetterberg, Graeme Rutjes, et Filip De Wilde. La période anderlechtoise du joueur (1995-1997) est faste avec 22 buts en 46 matchs de championnat et cette période lui vaut le surnom de « Ket » de la part des supporters anderlechtois, dont il est encore aujourd'hui l'une des grandes idoles.
La carrière de l'attaquant anderlechtois bascule en décembre 1996 lors d'un match contre ses anciennes couleurs, l'Eendracht Alost. Alors que le Sporting avait obtenu un penalty, une altercation entre De Bilde et son ex-équipier Krist Porte, se conclut par un coup de poing au visage de l'Alostois. Porte doit interrompre sa carrière pendant 8 mois, souffrant de multiples fractures à la pommette et au nez. L'affaire est portée en justice, et De Bilde dort une nuit en prison. L'Union Belge sanctionne durement le joueur, le suspendant pour 10 semaines. L'affaire marque fortement les esprits à l'époque, ce qui a pour conséquences de donner définitivement une image d'enfant terrible au joueur, et de lui fermer provisoirement tout avenir sportif en Belgique.
Le PSV Eindhoven sent la bonne affaire, et engage le jeune talent, sur une voie de garage forcée. L'attaquant y passe 3 saisons (1996-1999), côtoyant deux autres talents belges : Marc Degryse et Luc Nilis. Si ses deux premières saisons en Hollande sont satisfaisantes (champion en 1997 en inscrivant 7 buts en 8 matchs et 13 buts en 1997-1998), sa dernière saison au Phillips Stadion l'est moins, n'ayant que rarement la confiance de l'entraîneur Éric Gerets.
Gilles De Bilde traverse la manche à l'été 1999, recruté par le Sheffield Wednesday. Il y est régulièrement titulaire lors de sa première saison en Angleterre. Il éprouve plus de difficultés la seconde année, et est prêté notamment à Aston Villa.
En 2001-2002, c'est le grand retour du Ket au Parc Astrid, au RSC Anderlecht. Sous la férule de Aimé Anthuenis, il plante 11 roses dans une saison vierge de titre pour le club. Après une saison 2002-2003 terne, De Bilde, vieillissant, termine sa carrière professionnelle au Lierse SK en 2003-2004.
Le 24 avril 2004, après son dernier match pro contre Anderlecht, l'attaquant se retire et déménage à Marbella en Espagne.
En 2005, le buteur rentre en Belgique et s'affilie au KVC Willebroek-Meerhof, club du bas de classement en 3e division.

### Reconversion
Gilles De Bilde est également connu pour le grand amour qu'il porte à ses chiens ce qui l'amena à rater des entraînements ou des matchs, et ce qui lui causa des ennuis durant sa carrière. Après sa carrière, il participa en tant que consultant à l'émission Studio 1 de la RTBF.
En 2009, il intègre l'équipe de Belgique de beach soccer dans le but de qualifier l'équipe pour la Coupe du monde de football de plage de 2011 qui aura lieu en Italie.

### Vie privée
En 1992, il est condamné à deux ans de prison avec sursis pour l'agression de scouts,.
En 1995, il agresse un ambulancier, qui voulait l'empêcher de rester avec son père, alors victime d'une thrombose, et est initialement placé en régime de médiation.
En 1996, à la suite de son agression sur Krist Porte en plein match, il écope de neuf mois de prison avec sursis, trois ans de mise à l'épreuve, 75 heures de travaux d'intérêts général et 1.000 euros d'amende. En 2008, après une longue procédure, la cour de cassation le condamne à une amende finale de 10.000 euro.
En mars 2011, il est condamné à un an de prison avec sursis pour violences sur sa femme et sa fille, ainsi qu'à un cursus pour apprendre à canaliser sa violence.

## Carrière
| Saison  | Pays       | Club                | Matchs | Buts |
| ------- | ---------- | ------------------- | ------ | ---- |
| 1994/95 | Belgique   | Eendracht Alost     | 33     | 21   |
| 1995/96 | Belgique   | RSC Anderlecht      | 28     | 15   |
| 1996/97 | Belgique   | RSC Anderlecht      | 18     | 7    |
| 1996/97 | Pays-Bas   | PSV Eindhoven       | 8      | 7    |
| 1997/98 | Pays-Bas   | PSV Eindhoven       | 21     | 13   |
| 1998/99 | Pays-Bas   | PSV Eindhoven       | 20     | 4    |
| 1999/00 | Angleterre | Sheffield Wednesday | 38     | 10   |
| 2000/01 | Angleterre | Aston Villa         | 4      | 0    |
| 2000/01 | Angleterre | Sheffield Wednesday | 7      | 0    |
| 2000/01 | Angleterre | Sheffield Wednesday | 14     | 3    |
| 2001/02 | Belgique   | RSC Anderlecht      | 27     | 11   |
| 2002/03 | Belgique   | RSC Anderlecht      | 17     | 3    |
| 2003/04 | Belgique   | RSC Anderlecht      | 0      | 0    |
| 2003/04 | Belgique   | Lierse SK           | 15     | 1    |
|         |            |                     |        |      |
| 2005/06 | Belgique   | Willebroek-Meerhof  |        |      |
| 2006/07 | Belgique   | Willebroek-Meerhof  |        |      |

## Palmarès
- Meilleur buteur du Championnat de Belgique de football D2 en 1993-1994.
- Soulier d'or belge 1994
- Champion des Pays-Bas en 1997